# Burg Unter-Falkenstein (Flintsbach am Inn)
Die Burg Unter-Falkenstein, auch Neu-Falkenstein genannt, ist die Ruine einer Höhenburg bei 536,2 m ü. NHN auf dem Gebiet der Gemeinde Flintsbach am Inn im bayerischen Landkreis Rosenheim. Die Burg liegt am Fuße des Großen Madron und des Kleinen Madron. Oberhalb der Anlage liegt der Burgstall der Burg Ober-Falkenstein. Die Anlage ist unter der Aktennummer D-1-87-131-21 als denkmalgeschütztes Baudenkmal von Flintsbach am Inn verzeichnet. Ebenso wird sie als Bodendenkmal unter der Aktennummer D-1-8238-0190 im Bayernatlas als „untertägige mittelalterliche und frühneuzeitliche Befunde im Bereich der Burgruine Falkenstein bei Flintsbach a.Inn“ geführt.

## Geschichte

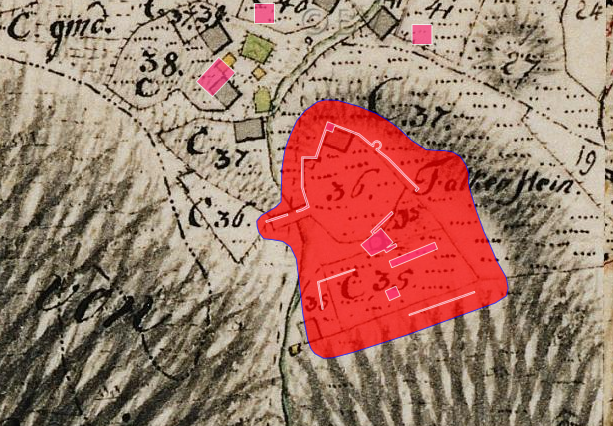
Lageplan der Burg Unter-Falkenstein (Flintsbach am Inn) auf dem Urkataster von Bayern

Es wird von einer Gründung der Burg erst um 1300 in Nachfolge der damals zerstörten alten Burg Ober-Falkenstein ausgegangen. Die Urkunden des 12. und 13. Jahrhunderts lassen jedenfalls keine zweite Burg Falkenstein erkennen.
(Unter-)Falkenstein diente als herzoglich-bayerischer Gerichtssitz nach dem Erlöschen des Falkensteiner Geschlechts. Nach der Aufteilung des Erbes der Wittelsbacher im Jahre 1310 war die Burg im Besitz von Herzog Rudolf I. 1501 verkaufte Herzog Albrecht IV. Burg und Gericht an die mit dem Bergbau reich gewordene Familie Hofer aus Schwaz. Doch schon 1535 erwarb Herzog Wilhelm IV. Unter-Falkenstein zurück, ehe die Burg mit dem Verkauf im Jahr 1556 an Georg Hundt aus Lauterbach in den Besitz der Herren von Hundt gelangte. Über die Freiherren von Ruepp (1642) ging Unter-Falkenberg 1768 an Graf Johann Max V. von Preysing-Hohenaschau. Das Preysing’sche Herrschaftsgericht Falkenstein umfasste auch die Hofmarken Brannenburg, Holzhausen und Redenfelden. Graf Max V. von Preysing-Hohenaschau verlegte den Gerichtssitz nach Brannenburg. Am 25. Mai 1784 brannte die Hauptburg und nur fünf Jahre später am 5. Oktober 1789 brannte dann auch die Vorburg nieder. Ein Gräflich Preysing’sches Herrschaftsgericht in Brannenburg bestand noch 1814 bis 1827. Die letzten adeligen Vorrechte wurden mit der Revolution von 1848 aufgehoben. 1849 wurde die Burg dann an den sardischen Gesandten verkauft. 1863 kaufte die Württembergische Aktiengesellschaft O. Steinbeiß & Co. die Burg. Ab 1932 war sie im Besitz der Firma Henkel (Unternehmen) aus Düsseldorf.
Von der Anlage erhalten sind der bis 2009 bewohnte Wohnturm als Teil der Kernburg und die Grundmauern der Vorburg.
Im Jahr 2009 erwarb die Umwelt-, Kultur- und Sozialstiftung im Landkreis Rosenheim die Burg. Zwischen 2016 und 2019 wurde die Burganlage für eine Million Euro saniert. Aufgrund des Starkregens beim Hochwasser in Süddeutschland 2024 rutschten am 3. Juni 2024 Teile der Burgmauer der Vorburg nach Norden hin ab. Unterhalb der Burg mussten 50 Anwohner evakuiert werden.
Aktuell wird die Mauer (z. T. aus bestehenden Mauerresten) wieder aufgebaut. Die Burg ist dafür komplett gesperrt.